# スーパーアニソン魂
スーパーアニソン魂（スーパーアニソンスピリッツ、Super Anison Spirits）は、アニメソングのライブイベントである。
略称は「SAS（Super Anison Spirits）」。
「ANIME JAPAN FES（AJF）関連」と呼ばれるライブイベントの一つ。

## 概要
ライブイベント「スーパーロボット魂」「スーパーヒーロー魂」などから派生する形で、2002年8月に行われた「ANIME JAPAN FES」（以後AJF） の公演のひとつとして第1回が開催された。
前述の「スーパーロボット魂」ライブなどが、“ロボットアニメ限定”といった、作品のジャンルを絞った選曲・構成であるのに対し、アニソン（アニメソング）全般に加え、特撮ヒーローソング、TVゲームに使われた曲など、幅広いジャンルの曲が歌われる。一部、CMソングやタイアップの無いオリジナルソングなども歌われた事がある。
ライブ中“○○特集”と銘打たれたコーナーが組まれる事がある。長期に亘りアニメ化されている作品（「ドラゴンボール」「聖闘士星矢」「キン肉マン」など）や、シリーズ作品（「トランスフォーマーシリーズ」など）の歴代主題歌を揃えたり、原作者を同じとするアニメ・特撮作品（松本零士作品、石ノ森章太郎作品、など）の主題歌を揃えたり、といった内容。
また山本正之が出演する公演では、中盤で山本単独によるアコギコーナーが組まれるのが恒例となっている。このコーナーにおいては、一応の持ち時間のみが決められており、選曲・構成は山本に一任されているとの事をMCで語っている。
「スーパーロボット魂」ライブ等と同じく主にショッカーO野が司会を務めるが、AJF大阪公演においてのみ、関西地区のラジオ番組「青春ラジメニア」のパーソナリティ（岩崎和夫※2019まで、南かおり、ムサ※2022から）の二人が主に司会を務めている。
現在まで全ての公演が、生バンドによる演奏、生コーラスで行われている。
単発で開催されるライブイベント「ANIME JAPAN FES」についても、アニメ・特撮・ゲームなどオールジャンルから選曲される点において、イベント内容を同じとする為、合わせてここに記載する。

## 出演者
- 歌手
- ゲスト
各公演の出演歌手およびゲストはそれぞれの回を参照。
- コーラス
  - 女性コーラス - アップルパイ
  - 男性コーラス - ザ☆カインズ ※ 地方公演では割愛される場合も多い。
- 司会
  - ショッカーO野
  - 岩崎和夫 - 大阪公演で司会を担当。2019年まで。
  - 南かおり - 大阪公演で司会を担当。
  - ムサ - 大阪公演で司会を担当。2022年から。
  - 大坂ともお - 2009年の仙台公演で司会を担当。

## 2001年

### AJF2001 “大阪 夏の陣”
- タイトル：AJF2001 “大阪 夏の陣”
- 開催日：2001年8月19日
- 会場：大阪 ON AIR OSAKA

出演者
- 水木一郎
- 堀江美都子
- 影山ヒロノブ
- MIO
- 串田アキラ
- 山形ユキオ
- 石原慎一

備考
「スーパーアニソン魂」立ち上げ以前に開催されている。
東京で開催された「AJF2001」の「スーパーロボット魂」「スーパーヒーロー魂」から選抜された曲で構成。

## 2002年

### スーパーアニソン魂“夏の陣”
- タイトル：AJF2002 スーパーアニソン魂“夏の陣” 史上最強のライブ宣言ダ!!
- 開催日：2002年8月11日
- 会場：SHIBUYA-AX

出演者
- 水木一郎
- 堀江美都子
- 影山ヒロノブ
- 串田アキラ
- MoJo
- 山形ユキオ
- 宮内タカユキ
- 遠藤正明
- 高取ヒデアキ
- 鮎川麻弥

### AJF2002“大阪 夏の陣”
- タイトル：AJF2002 新たな伝説に結集せよ！ AJF2002“大阪 夏の陣”
- 開催日：2002年8月18日
- 会場：なんばHatch

出演者
- 水木一郎
- 堀江美都子
- 影山ヒロノブ
- 串田アキラ
- MoJo
- 山形ユキオ
- 宮内タカユキ
- 遠藤正明
- 高取ヒデアキ
- 鮎川麻弥

## 2003年

### スーパーアニソン魂2003
- タイトル：AJF2003 スーパーアニソン魂2003
- 開催日：2003年8月17日
- 会場：Zepp Tokyo

出演者
- 水木一郎
- 山本正之
- タケカワユキヒデ
- 堀江美都子
- 影山ヒロノブ
- 串田アキラ
- MIQ
- 鮎川麻弥
- きただにひろし
- 石田燿子

ゲスト
- 岩崎和夫

備考
「松本零士作品特集」でタケカワユキヒデが参加。ゴダイゴのヒット曲「The Galaxy Express 999」を披露した。
また“特撮作品扱い”としてTVドラマ「西遊記」の主題歌「Monkey Magic」も歌われた。

### アニメジャパンフェス2003“大阪 夏の陣”
- タイトル：AJF2003 アニメジャパンフェス2003 “大阪 夏の陣”
- 開催日：2003年8月24日
- 会場：なんばHatch

出演者
- 水木一郎
- 堀江美都子
- 影山ヒロノブ
- 山本正之
- MoJo
- 宮内タカユキ
- 串田アキラ
- 遠藤正明
- きただにひろし

### スーパーアニソン魂“冬の陣”
- タイトル：AJF2003⇔2004 スーパーアニソン魂 “冬の陣”
- 開催日：2003年12月28日
- 会場：大阪 Shibuya O-EAST

出演者
- 水木一郎
- 堀江美都子
- 影山ヒロノブ
- 田中雅将

特別ゲスト
- ささきいさお
- チャーリー・コーセー
- 麻倉未稀

## 2004年

### AJF2003⇔2004“大阪 冬の陣”
- タイトル：AJF2003⇔2004 “大阪 冬の陣”
- 開催日：2004年1月11日
- 会場：なんばHatch

出演者
- 水木一郎
- 堀江美都子
- 山本正之
- 串田アキラ
- 影山ヒロノブ
- MoJo
- チャーリー・コーセー

特別ゲスト
- ささきいさお

### スーパーアニソン魂2004“夏の陣”
- タイトル：AJF2004 スーパーアニソン魂2004 “夏の陣”
- 開催日：2004年8月15日
- 会場：Shibuya O-EAST

出演者
- 水木一郎
- 堀江美都子
- 山本正之
- 影山ヒロノブ
- 遠藤正明
- きただにひろし

特別ゲスト
- ささきいさお
- 森口博子
- JAM Project（影山ヒロノブ、松本梨香、遠藤正明、きただにひろし、奥井雅美、福山芳樹）

### ANIME JAPAN FES 2004 “大阪 夏の陣”
- タイトル：ANIME JAPAN FES 2004 “大阪 夏の陣”
- 開催日：2004年8月22日
- 会場：なんばHatch

出演者
- 水木一郎
- 堀江美都子
- 串田アキラ
- 山本正之
- 影山ヒロノブ
- 高橋洋子
- 石田燿子
- 遠藤正明
- 小枝

## 2005年

### ANIME JAPAN FES 2005 “博多 初見参!!”
- タイトル：AJF2005 ANIME JAPAN FES 2005 “博多 初見参!!”
- 開催日：2005年7月31日
- 会場：博多 DRUM LOGOS

出演者
- 水木一郎
- 堀江美都子
- 山本正之
- 影山ヒロノブ
- 遠藤正明
- きただにひろし

### スーパーアニソン魂2005“夏の陣”
- タイトル：AJF2005 スーパーアニソン魂2005 “夏の陣”
- 開催日：2005年8月14日
- 会場：Zepp Tokyo

出演者
- 水木一郎
- 堀江美都子
- 山本正之
- 影山ヒロノブ
- 遠藤正明
- 高橋洋樹
- YUKA
- 川添智久

特別ゲスト
- ささきいさお

### ANIME JAPAN FES 2005 “大阪 夏の陣”
- タイトル：ANIME JAPAN FES 2005 “大阪 夏の陣”
- 開催日：2005年8月21日
- 会場：大阪なんばHatch

出演者
- 水木一郎
- 堀江美都子
- 山本正之
- 串田アキラ
- MoJo
- 影山ヒロノブ
- 川添智久
- 岩崎貴文
- Sister MAYO
- 五條真由美

## 2006年

### スーパーアニソン魂 “THE 新年会！”
- タイトル：AJF2006 スーパーアニソン魂 “THE 新年会！”
- 開催日：2006年1月7日
- 会場：Shibuya O-EAST

出演者
- 水木一郎
- 堀江美都子
- 串田アキラ
- 宮内タカユキ
- 影山ヒロノブ
- きただにひろし
- クリスタルキング
- 山田信夫
- 米倉千尋

### スーパーアニソン魂2006“夏の陣”
- タイトル：AJF2006 スーパーアニソン魂2006 “夏の陣”
- 開催日：2006年8月13日
- 会場：Zepp Tokyo

出演者
- 水木一郎
- 堀江美都子
- 山本正之
- 影山ヒロノブ
- 森口博子
- 米倉千尋
- 石田燿子
- 桃井はるこ
- 五條真由美

ゲスト
- 水島裕
- 超神ネイガー

備考
富山敬と鈴置洋孝への追悼の意を込めて、親交の深かった山本正之により「逆転イッパツマン」に3番の歌詞が付けられ歌われた。（「逆転イッパツマン」で、富山敬は主人公の声を、鈴置洋孝はナレーションを担当）

### ANIME JAPAN FES 2006 “夏の陣”

#### 大阪公演
- タイトル：ANIME JAPAN FES 2006 “大阪 夏の陣”
- 開催日：2006年8月20日
- 会場：なんばHatch

出演者
- 水木一郎
- 堀江美都子
- 山本正之
- 串田アキラ
- MoJo
- 宮内タカユキ
- 影山ヒロノブ
- 米倉千尋
- NoB
- サイキックラバー

#### 博多公演
- タイトル：ANIME JAPAN FES 2006 “博多 夏の陣”
- 開催日：2006年8月27日
- 会場：博多 DRUM LOGOS

出演者
- 串田アキラ
- 影山ヒロノブ
- NoB
- 遠藤正明
- 米倉千尋
- きただにひろし
- 三重野瞳
- 森口博子

## 2007年

### ANIME JAPAN FES 2007 “冬の陣”
- タイトル：ANIME JAPAN FES 2007 “冬の陣”
- 開催日：2007年1月7日
- 会場：Shibuya O-EAST

出演者
- 水木一郎
- 堀江美都子
- 串田アキラ
- 山本正之
- MoJo
- 宮内タカユキ
- YUKA
- 米倉千尋
- 森川美穂
- 成田賢
- 谷本貴義

### ANIME JAPAN FES in 香港 2007 スーパーアニソン魂
- タイトル：ANIME JAPAN FES in 香港 2007 スーパーアニソン魂
- 開催日：2007年5月18日
- 会場：香港 九龍湾国際展貿中心 Hall B

出演者
- 水木一郎
- 堀江美都子
- 影山ヒロノブ
- MIQ
- 遠藤正明

備考
香港で2日間に亘り行われた ANIME JAPAN FES in 香港 の1日目として開催。（※2日目は「スーパーロボット魂」を開催）

### スーパーアニソン魂2007“夏の陣”
- タイトル：AJF2007 スーパーアニソン魂2007“夏の陣”
- 開催日：2007年8月19日
- 会場：Zepp Tokyo

出演者
- 水木一郎
- 串田アキラ
- 山本正之
- 影山ヒロノブ
- 成田賢
- チャーリー・コーセイ
- クリスタルキング（ムッシュ吉崎）
- 森口博子
- 森川美穂

特別ゲスト
- ささきいさお
- 長井秀和

### ANIME JAPAN FES 2007 “夏の陣”

#### 大阪公演
- タイトル：ANIME JAPAN FES 2007 “大阪 夏の陣”
- 開催日：2007年8月25日
- 会場：なんばHatch

出演者
- 水木一郎
- 堀江美都子
- 山本正之
- 影山ヒロノブ
- 成田賢
- チャーリー・コーセイ
- クリスタルキング（ムッシュ吉崎）
- 森川美穂
- サイキックラバー
- 谷本貴義

特別ゲスト
- ささきいさお

#### 名古屋公演
- タイトル：ANIME JAPAN FES 2007“名古屋 初見参!!”
- 開催日：2007年8月26日
- 会場：名古屋E.L.L

出演者
- 山本正之
- 串田アキラ
- 影山ヒロノブ
- クリスタルキング（ムッシュ吉崎）
- 成田賢
- 遠藤正明
- きただにひろし
- サイキックラバー
- 谷本貴義

備考
東海地区、名古屋での開催という事で、山本正之により「燃えよドラゴンズ!」、成田賢により「赤福餅の歌」なども披露された。

### ANIME JAPAN FES 2007 “冬の陣” SUPER ANISON SPIRITS X'mas
- タイトル：ANIME JAPAN FES 2007 “冬の陣” SUPER ANISON SPIRITS X'mas
- 開催日：2007年12月15日
- 会場：Shibuya O-EAST

出演者
- 水木一郎
- 影山ヒロノブ
- NoB
- 高橋洋樹
- 鈴木けんじ
- 松澤由美
- サイキックラバー
- 谷本貴義
- 岩崎良美
- Marina del ray

備考
「聖闘士星矢特集」が組まれ、TVシリーズ及びOVA作品のOP・ED曲が全て（2007年当時）歌われた。

## 2008年

### スーパーアニソン魂2008“夏の陣”
- タイトル：AJF2008 スーパーアニソン魂2008“夏の陣”
- 開催日：2008年8月17日
- 会場：Zepp Tokyo

出演者
- 水木一郎
- 串田アキラ
- 宮内タカユキ
- 影山ヒロノブ
- 成田賢
- 森川美穂
- 麻倉あきら（ex ROMANTIC MODE）
- しまざき由理
- 河野陽吾
- 喜多修平

特別ゲスト
- ささきいさお

備考
「キン肉マン」29（にく）周年に合わせて、「キン肉マン特集」が組まれ、「キン肉マン」「キン肉マンII世」のOP曲が歌われた。共にこの年、キン肉マン関連のイベントに出演する事が多かった串田と河野だが、共演はこの時が初であると語られた。
森川美穂と麻倉あきらにより、ユニットDIVA×DIVAとして「史上最強の弟子ケンイチ」OP曲が歌われた。歌うのはレコーディング以来との事。

### ANIME JAPAN FES 2008 “夏の陣”

#### 名古屋公演
- タイトル：ANIME JAPAN FES 2008 “名古屋 夏の陣”
- 開催日：2008年8月30日
- 会場：Zepp Nagoya

出演者
- 水木一郎
- 堀江美都子
- 串田アキラ
- MoJo
- 宮内タカユキ
- 米倉千尋
- しまざき由理
- 高橋秀幸

特別ゲスト
- ささきいさお

#### 大阪公演
- タイトル：ANIME JAPAN FES 2008 “大阪 夏の陣”
- 開催日：2008年8月31日
- 会場：なんばHatch

出演者
- 水木一郎
- 堀江美都子
- 串田アキラ
- チャーリー・コーセイ
- 森川美穂
- しまざき由理
- 高橋秀幸
- 麻倉あきら（ex ROMANTIC MODE）

特別ゲスト
- ささきいさお

## 2009年

### ANIME JAPAN FES 2009 “冬の陣”

#### 東京公演
- タイトル：ANIME JAPAN FES 2009 “冬の陣”
- 開催日：2009年1月11日
- 会場：Shibuya O-EAST

出演者
- 水木一郎
- 堀江美都子
- 影山ヒロノブ
- 成田賢
- NoB
- 河野陽吾
- 福山芳樹
- 遠藤正明
- きただにひろし
- 喜多修平
- MAKE-UP（山田信夫、河野陽吾、松澤浩明）

備考
このイベントで、MAKE-UPが1987年以来の再結成を果たす。会場で『ペガサス幻想 (2009)/永遠ブルー (2009)』が限定販売された。
またそれに合わせて「聖闘士星矢特集」が組まれた。

#### 仙台公演
- タイトル：ANIME JAPAN FES 2009 “冬の陣 仙台初見参”
- 開催日：2009年1月12日
- 会場：Zepp Sendai

出演者
- 串田アキラ
- 影山ヒロノブ
- 宮内タカユキ
- 成田賢
- 遠藤正明
- きただにひろし
- YUKA

備考
仙台での開催という事で、宮城県出身の漫画家である「石ノ森章太郎作品特集コーナー」が組まれた。
出演者のうち遠藤正明とYUKAは宮城県出身。

#### 大阪公演
- タイトル：ANIME JAPAN FES 2009 “大阪 冬の陣”
- 開催日：2009年1月18日
- 会場：なんばHatch

出演者
- 水木一郎
- 堀江美都子
- 影山ヒロノブ
- 成田賢
- NoB
- 河野陽吾
- 前田達也
- 遠藤正明
- きただにひろし
- 喜多修平
- MAKE-UP（山田信夫、河野陽吾、松澤浩明）

備考
東京公演で販売された『ペガサス幻想 (2009)/永遠ブルー (2009)』が大阪でも限定販売された。

### スーパーアニソン魂2009“夏の陣”
- タイトル：AJF2009 スーパーアニソン魂2009“夏の陣”
- 開催日：2009年8月16日
- 会場：Zepp Tokyo

出演者
- 水木一郎
- 堀江美都子
- 串田アキラ
- 山本正之
- 成田賢
- 速水けんたろう
- 石田燿子
- 高橋洋樹
- Dragon Soul（谷本貴義、岩崎貴文）

特別ゲスト
- 大槻ケンヂ

備考
速水けんたろうがアニソン魂初参加。現在の速水けんたろう名義の曲だけでなく、過去に谷本憲彦の名前で歌った「疾風!アイアンリーガー」の主題歌なども披露した。
水木一郎と大槻ケンヂにより、アニメ主題歌ではない「221B戦記」なども歌われた。
また、この年デビュー40周年を迎えた堀江美都子を祝うセレモニーが行われ、有志のアニソンシンガー一同からティアラなどのアクセサリーセットが贈られた。

### ANIME JAPAN FES 2009 “夏の陣”

#### 大坂公演
- タイトル：ANIME JAPAN FES 2009 “大阪 夏の陣”
- 開催日：2009年8月29日
- 会場：なんばHatch

出演者
- 水木一郎
- 堀江美都子
- 山本正之
- 串田アキラ
- 速水けんたろう
- 石田燿子
- サイキックラバー
- Dragon Soul（谷本貴義、岩崎貴文）
- 木村充揮（ex 憂歌団）

特別ゲスト
- ささきいさお

#### 名古屋公演
- タイトル：ANIME JAPAN FES 2009 “名古屋 夏の陣”
- 開催日：20年8月30日
- 会場：Zepp Nagoya

出演者
- 水木一郎
- 堀江美都子
- 山本正之
- 串田アキラ
- 成田賢
- 速水けんたろう
- 石田燿子
- サイキックラバー
- Dragon Soul（谷本貴義、岩崎貴文）

## 2010年

### ANIME JAPAN FES 2010 “冬の陣”
- タイトル：ANIME JAPAN FES 2010 “冬の陣”
- 開催日：2010年1月24日
- 会場：Zepp Tokyo

出演者
- 水木一郎
- 堀江美都子
- 影山ヒロノブ
- 遠藤正明
- きただにひろし
- サイキックラバー
- 高取ヒデアキ with Z旗
- 松原剛志
- 腐男塾

備考
AJF関連ライブではこれまであまり歌われる機会がなかった「トランスフォーマー特集」が組まれた。

### スーパーアニソン魂2010“夏の陣”
- タイトル：AJF2010 スーパーアニソン魂2010“夏の陣”
- 開催日：2010年8月15日
- 会場：Zepp Tokyo

出演者
- 水木一郎
- 堀江美都子
- 山本正之
- タケカワユキヒデ
- 影山ヒロノブ
- 奥井雅美
- 遠藤正明
- 速水けんたろう
- 谷本貴義
- 美郷あき
- 工藤真由
- 武川アイ
- TAP（谷本貴義、YUKA、うちやえゆか）

特別ゲスト
- ささきいさお

備考
この年、デビュー50周年を迎えたささきいさおを祝うセレモニーが行われた。
当初は格闘家の角田信朗の出演が予定されていたが、出演がキャンセルされた。キャンセルに至った理由は公表されていない。

### ANIME JAPAN FES 2010 “夏の陣”

#### 名古屋公演
- タイトル：ANIME JAPAN FES 2010 “名古屋 夏の陣”
- 開催日：2010年8月22日
- 会場：Zepp Nagoya

出演者
- 水木一郎
- 堀江美都子
- 串田アキラ
- 宮内タカユキ
- MoJo
- 山本正之
- 速水けんたろう
- NoB
- 高取ヒデアキ
- 谷本貴義

特別ゲスト
- ささきいさお

#### 大坂公演
- タイトル：ANIME JAPAN FES 2010 “大阪 夏の陣”
- 開催日：2010年8月29日
- 会場：なんばHatch

出演者
- 水木一郎
- 堀江美都子
- 串田アキラ
- MoJo
- 山本正之
- 速水けんたろう
- NoB
- 谷本貴義

特別ゲスト
- ささきいさお
- タケカワユキヒデ

## 2011年

### ANIME JAPAN FES 2011 “冬の陣”
- タイトル：ANIME JAPAN FES 2011 “冬の陣”
- 開催日：2011年1月16日
- 会場：Shibuya O-EAST

出演者
- 水木一郎
- 堀江美都子
- 影山ヒロノブ
- きただにひろし
- 高橋洋樹
- 谷本貴義
- 浅岡雄也 （ex FIELD OF VIEW）
- 夢工場
- 竹本孝之
- 和田光司

備考
「ドラゴンボール（以下DB）特集」が組まれ、「DB」「DBZ」「DBGT」「DB改」と全てのTVシリーズのOP曲が歌われた。
他に「スポーツもの特集」「特撮ヒーローコーナー」など。

### ANIME JAPAN FES 2011 “大阪 夏の陣”
- タイトル：ANIME JAPAN FES 2011 “大阪 夏の陣”
- 開催日：2011年8月7日
- 会場：なんばHatch

出演者
- 水木一郎
- 串田アキラ
- 宮内タカユキ
- MoJo
- 山本正之
- サイキックラバー
- 馬渡松子

特別ゲスト
- ささきいさお

備考
例年通りであれば、東京で3日間開催されるAJFの翌週～翌々週に地方公演が行われていたが、東京での公演に先駆けて大阪公演が行われた。
馬渡松子が10数年ぶりに歌手活動復帰。「幽遊白書」のOP曲などを披露した。

### スーパーアニソン魂2011“夏の陣”
- タイトル：AJF2011 スーパーアニソン魂2011“夏の陣”
- 開催日：2011年8月14日
- 会場：Zepp Tokyo

出演者
- 水木一郎
- 串田アキラ
- 山本正之
- 大槻ケンヂ
- 福山芳樹
- 遠藤正明
- 馬渡松子

特別ゲスト
- ささきいさお

### ANIME JAPAN FES 2011 “名古屋 夏の陣”
- タイトル：ANIME JAPAN FES 2011 “名古屋 夏の陣”
- 開催日：2011年8月21日
- 会場：Zepp Nagoya

出演者
- 水木一郎
- 串田アキラ
- 宮内タカユキ
- MoJo
- 山本正之
- 大槻ケンヂ
- サイキックラバー
- 馬渡松子

## 2012年

### ANIME JAPAN FES 2012 “名古屋 夏の陣”
- タイトル：ANIME JAPAN FES 2012 “名古屋 夏の陣”
- 開催日：2012年8月5日
- 会場：Zepp Nagoya

出演者
- 水木一郎
- 串田アキラ
- 山本正之
- 石原慎一
- チャーリー・コーセイ
- 高橋秀幸
- 浅岡雄也

特別ゲスト
- ささきいさお

### スーパーアニソン魂2012“夏の陣”
- タイトル：AJF2012 スーパーアニソン魂2012“夏の陣”
- 開催日：2012年8月12日
- 会場：Zepp DiverCity

出演者
- 水木一郎
- 串田アキラ
- 山本正之
- チャーリー・コーセイ
- きただにひろし
- 浅岡雄也
- 石田燿子
- 美郷あき
- 喜多修平
- 鈴木結女

特別ゲスト
- ささきいさお

備考
「NINKU -忍空-」主題歌の鈴木結女を迎えて「少年ジャンプ」作品特集コーナーが組まれた。

### ANIME JAPAN FES 2012 “大阪 夏の陣”
- タイトル：ANIME JAPAN FES 2012 “大阪 夏の陣”
- 開催日：2012年8月19日
- 会場：なんばHatch

出演者
- 水木一郎
- 串田アキラ
- 山本正之
- きただにひろし
- 高橋秀幸
- チャーリー・コーセイ
- 浅岡雄也
- 美郷あき

特別ゲスト
- ささきいさお

## 2013年

### スーパーアニソン魂 LEGEND
- タイトル：AJF2013 スーパーアニソン魂 LEGEND
- 開催日：2013年8月10日
- 会場：Zepp Tokyo

出演者
- 水木一郎
- 堀江美都子
- 串田アキラ
- 山本正之
- 石原慎一
- 笠原弘子
- うちやえゆか
- 西田MARCY昌史（EARTHSHAKER）
- 寺田恵子（SHOW-YA）

特別ゲスト
- ささきいさお

### ANIME JAPAN FES 2013 “夏の陣”

#### 名古屋公演
- タイトル：ANIME JAPAN FES 2013 “名古屋 夏の陣”
- 開催日：2013年8月17日
- 会場：Zepp Nagoya

出演者
- 水木一郎
- 串田アキラ
- 山本正之
- MoJo
- 石原慎一
- 鎌田章吾
- 西田MARCY昌史（EARTHSHAKER）

#### 大坂公演
- タイトル：ANIME JAPAN FES 2013 “大阪 夏の陣”
- 開催日：2013年8月18日
- 会場：なんばHatch

出演者
- 水木一郎
- 堀江美都子
- 串田アキラ
- 山本正之
- MoJo
- 石原慎一
- 笠原弘子
- うちやえゆか

特別ゲスト
- ささきいさお

## 2014年

### ANIME JAPAN FES 2014 “冬の陣”
- タイトル：ANIME JAPAN FES 2014 “冬の陣”
- 開催日：2014年1月5日
- 会場：TSUTAYA O-EAST

出演者
- 水木一郎
- 串田アキラ
- MoJo
- 宮内タカユキ
- 高取ヒデアキ
- サイキックラバー
- 和田光司
- Kacky（Marina del ray）
- 流田Project

### スーパーアニソン魂2014“夏の陣”
- タイトル：AJF2014 スーパーアニソン魂2014“夏の陣”
- 開催日：2014年8月11日
- 会場：Zepp Tokyo

出演者
- 水木一郎
- 堀江美都子
- 串田アキラ
- 山本正之
- 速水けんたろう
- NoB
- 樋浦一帆
- 中川翔子

備考
特集コーナーは初参加の中川翔子を迎えての「聖闘士星矢」、他に「野球アニメ」コーナーなど

### ANIME JAPAN FES 2014 “夏の陣”

#### 名古屋公演
- タイトル：ANIME JAPAN FES 2014 “名古屋 夏の陣”
- 開催日：2014年8月17日
- 会場：Zepp Nagoya

出演者
- 水木一郎
- 串田アキラ
- 山本正之
- MoJo
- 樫原伸彦
- 速水けんたろう
- 坂井紀雄

#### 大坂公演
- タイトル：ANIME JAPAN FES 2014 “大阪 夏の陣”
- 開催日：2014年8月31日
- 会場：なんばHatch

出演者
- 水木一郎
- 串田アキラ
- 山本正之
- MoJo
- 樫原伸彦
- 速水けんたろう

特別ゲスト
- ささきいさお

## 2015年

### スーパーアニソン魂2015“夏の陣”
- タイトル：AJF2015 スーパーアニソン魂2015“夏の陣”
- 開催日：2015年8月16日
- 会場：Zepp Tokyo

出演者
- 水木一郎
- 堀江美都子
- 串田アキラ
- 山本正之
- 高取ヒデアキ
- 森川美穂
- 麻倉あきら
- 中川翔子
- 尾藤イサオ

特別ゲスト
- ささきいさお

備考
数多くのアニメ主題歌を手がける作曲家・渡辺宙明の卒寿を記念したコーナーが設けられた。渡辺宙明本人も招待客として会場に姿を見せた。

### ANIME JAPAN FES 2015“大阪 夏の陣”
- タイトル：ANIME JAPAN FES 2015“大阪 夏の陣”
- 開催日：2015年8月30日
- 会場：なんばHatch

出演者
- 水木一郎
- 堀江美都子
- 串田アキラ
- 山本正之
- 高取ヒデアキ
- 森川美穂
- 麻倉あきら
- 伊勢大貴
- 大西洋平

特別ゲスト
- ささきいさお

## 2016年

### スーパーアニソン魂2016“夏の陣”
- タイトル：AJF2016 スーパーアニソン魂2016“夏の陣”
- 開催日：2016年8月14日
- 会場：Zepp Tokyo

出演者
- 水木一郎
- 堀江美都子
- 串田アキラ
- 山本正之
- チャーリー・コーセイ
- 石田燿子

特別ゲスト
- ささきいさお

### ANIME JAPAN FES 2016“大阪 夏の陣”
- タイトル：ANIME JAPAN FES 2016“大阪 夏の陣”
- 開催日：2016年8月28日
- 会場：なんばHatch

出演者
- 水木一郎
- 堀江美都子
- 串田アキラ
- 山本正之
- MoJo
- 宮内タカユキ
- ボイジャー

## 2017年

### スーパーアニソン魂2017“夏の陣”
- タイトル：AJF2017 スーパーアニソン魂2017“夏の陣”
- 開催日：2017年8月13日
- 会場：Zepp Tokyo

出演者
- 水木一郎
- 堀江美都子
- 山本正之
- 尾藤イサオ
- チャーリー・コーセイ

特別ゲスト
- ささきいさお

### ANIME JAPAN FES 2017“大阪 夏の陣”
- タイトル：ANIME JAPAN FES 2017“大阪 夏の陣”
- 開催日：2017年8月20日
- 会場：なんばHatch

出演者
- 水木一郎
- 堀江美都子
- 串田アキラ
- 山本正之
- チャーリー・コーセイ
- 前田達也
- ボイジャー

特別ゲスト
- ささきいさお

## 2018年

### スーパーアニソン魂2018“夏の陣”
- タイトル：AJF2018 スーパーアニソン魂2018“夏の陣”
- 開催日：2018年8月12日
- 会場：Zepp Tokyo

出演者
- 水木一郎
- 堀江美都子
- 串田アキラ
- 山本正之
- チャーリー・コーセイ
- 富永TOMMY弘明

特別ゲスト
- ささきいさお

### ANIME JAPAN FES 2018“大阪 夏の陣”
- タイトル：ANIME JAPAN FES 2018“大阪 夏の陣”
- 開催日：2018年8月19日
- 会場：なんばHatch

出演者
- 水木一郎
- 堀江美都子
- 串田アキラ
- 山本正之
- 影山ヒロノブ
- チャーリー・コーセイ
- すぎうらよしひろ

## 2019年

### スーパーアニソン魂2019“夏の陣”
- タイトル：AJF2019 スーパーアニソン魂2019“夏の陣”
- 開催日：2019年8月11日
- 会場：Zepp Tokyo

出演者
- 水木一郎
- 堀江美都子
- 山本正之
- 尾藤イサオ
- 影山ヒロノブ
- 遠藤正明
- きただにひろし
- すぎうらよしひろ

### ANIME JAPAN FES 2019“大阪 夏の陣”
- タイトル：ANIME JAPAN FES 2019“大阪 夏の陣”
- 開催日：2019年8月18日
- 会場：なんばHatch

出演者
- 水木一郎
- 堀江美都子
- 串田アキラ
- 山本正之
- 尾藤イサオ
- 影山ヒロノブ
- すぎうらよしひろ

## 2020年

### 公演の開催中止
2019年配布のフライヤー等で「ANIME JAPAN FES 2020」の開催が予告されており、例年通りであればその中で「スーパーアニソン魂」も開催される予定であったが新型コロナウイルス感染拡大の状況を受け、開催中止となった。

## 2021年

### スーパーアニソン魂 2021 ～THE LEGEND～
- タイトル：AJF2021 スーパーアニソン魂 2021 ～THE LEGEND～
- 開催日：2021年8月15日
- 会場：Zepp Tokyo

出演者
- ささきいさお
- 堀江美都子
- 串田アキラ
- 尾藤イサオ
- 影山ヒロノブ
- リリーズ（つばめ奈緒美・つばめ真由美）

備考
- 公演の模様は、動画配信プラットフォーム「CN Live Streaming」でのストリーミング配信およびアーカイブ配信も合わせて行われた。

## 2022年

### ANIME JAPAN FES 2022 大阪
- タイトル：ANIME JAPAN FES 2022 大阪 なんばHatch 20th Anniversary ～Hey Music ! Let’s Change the World !!～
- 開催日：2022年7月30日
- 会場：なんばHatch

出演者
- 水木一郎
- 堀江美都子
- 串田アキラ
- MoJo
- 影山ヒロノブ
- チャーリー・コーセイ

特別ゲスト
- ささきいさお

### スーパーアニソン魂 2022 ～THE LEGEND～
- タイトル：AJF2022 スーパーアニソン魂 2022 ～THE LEGEND～
- 開催日：2022年8月14日
- 会場：Zepp Haneda（TOKYO）

出演者
- 水木一郎
- 堀江美都子
- 影山ヒロノブ
- NoB
- 高橋洋樹
- 森本英世（新田洋）

特別ゲスト
- ささきいさお

## 2023年

### スーパーアニソン魂 2023 ～THE LEGEND～
- タイトル：AJF2023 スーパーアニソン魂 2023 ～THE LEGEND～
- 開催日：2023年8月13日
- 会場：Zepp DiverCity（TOKYO）

出演者
- ささきいさお
- 堀江美都子
- 串田アキラ
- 尾藤イサオ
- 森本英世
- チャーリー・コーセイ
- クリスタルキング（ムッシュ吉﨑）
- 速水けんたろう

### ANIME JAPAN FES 2023 大阪
- タイトル：ANIME JAPAN FES 2023 大阪
- 開催日：2023年8月19日
- 会場：なんばHatch

出演者
- ささきいさお
- 串田アキラ
- クリスタルキング（ムッシュ吉﨑）
- 前田達也
- 石原慎一
- 速水けんたろう
- 遠藤正明

## 2024年

### スーパーアニソン魂 2024 ～THE LEGEND～
- タイトル：AJF2024 スーパーアニソン魂 2024 ～THE LEGEND～
- 開催日：2024年8月11日
- 会場：Zepp DiverCity（TOKYO）

出演者
- ささきいさお
- 堀江美都子
- 影山ヒロノブ
- 尾藤イサオ
- タケカワユキヒデ
- 森本英世
- 山形ユキオ
- 河内淳一

### ANIME JAPAN FES 2024 “大阪夏の陣”
- タイトル：ANIME JAPAN FES 2024 “大阪夏の陣”
- 開催日：2024年8月18日
- 会場：なんばHatch

出演者
- ささきいさお
- 堀江美都子
- 遠藤正明
- 山形ユキオ
- Project DMM(松原剛志・KATSUMI)
- 河内淳一

## 2025年

### スーパーアニソン魂2025 “夏の陣” ～THE LEGENDS～
- タイトル：AJF2025 スーパーアニソン魂2025 “夏の陣” ～THE LEGENDS～
- 開催日：2025年8月10日
- 会場：Zepp DiverCity（TOKYO）

出演者
- 堀江美都子
- 串田アキラ
- 影山ヒロノブ
- 尾藤イサオ
- クリスタルキング(ムッシュ吉﨑)
- 石原慎一
- 竹本孝之
- 富永TOMMY弘明

### ANIME JAPAN FES 2025 “大阪夏の陣”
- タイトル：ANIME JAPAN FES 2025 “大阪夏の陣”
- 開催日：2025年8月17日
- 会場：なんばHatch

出演者
- 堀江美都子
- MoJo
- 影山ヒロノブ
- 遠藤正明
- 樫原伸彦
- 真夏竜
- 竹本孝之